# Nowhere Man
Nowhere Man (englisch sinngemäß für: ‚Mann nach nirgendwohin‘) ist der Titel eines Liedes der britischen Band The Beatles aus dem Jahr 1965. Es wurde erstmals am 3. Dezember 1965 auf dem Album Rubber Soul veröffentlicht. Hauptautor war John Lennon. Unter dem gleichen Namen erschien am 8. Juli 1966 die zwölfte britische EP der Beatles. Veröffentlicht wurde es unter dem Copyright von Lennon/McCartney.

## Entstehung
Als Lennon Nowhere Man komponierte, standen er und Paul McCartney unter dem Druck, genügend Stücke für das kommende Album Rubber Soul zu verfassen. Lennon äußerte sich in Interviews dahingehend, dass er versucht hatte, ein Stück für das kommende Album zu schreiben, ihm allerdings nichts einfallen wollte. Er hatte eigentlich schon aufgegeben, als ihm plötzlich seine Situation bewusst wurde und er sich selbst als den „Nowhere Man“ sah.
McCartney erinnerte sich in seiner Biografie an die Umstände der Entstehung des Lieds:

„Als ich am nächsten Tag zu ihm rauskam, um mit ihm zu komponieren, pennte er auf der Couch, total übernächtigt. Es war ein echter Anti-John-Song, geschrieben von John. Erst später hat er mir gesagt, dass er von ihm selbst handle, da er das Gefühl gehabt habe, ins Leere zu laufen. Ich glaube, es ging in Wirklichkeit um den Zustand seiner Ehe. Es war in einer Zeit, als er ziemlich unzufrieden über deren Verlauf war; immerhin, es führte zu einem sehr guten Song.“

## Aufnahmen
Die Aufnahmen für Nowhere Man fanden am 21. und 22. Oktober 1965 in den Abbey Road Studios in London statt. Produzent war George Martin, verantwortlicher Toningenieur war Norman Smith.
Nachdem die Gruppe am 21. Oktober 1965 das Stück einige Zeit geprobt hatte, entstanden zwei Takes, die allerdings keine weitere Verwendung fanden. Am folgenden Tag begannen die Beatles mit einer komplett neuen Aufnahme. John Lennon sang die Leadstimme – die mittels Doubletracking verdoppelt wurde – und spielte akustische Rhythmusgitarre. Paul McCartney spielte E-Bass und sang Background Vocals. George Harrison spielte Leadgitarre und war ebenfalls als Background-Sänger beteiligt. Ringo Starr spielte Schlagzeug. Das Gitarrensolo wurde von Lennon und Harrison gemeinsam auf ihren kurz zuvor erworbenen Fender Stratocasters eingespielt.
Paul McCartney nannte Nowhere Man als Beispiel für die kleinen Kämpfe, die die Beatles mit den Technikern ihres Aufnahmestudios in der Abbey Road auszutragen hatten.

“We were always forcing them into things they didn’t want to do. Nowhere Man was one. I remember we wanted very treble-y guitars, which they are, they’re among the most treble-y guitars I’ve ever heard on record. The engineer said ‘All right, I’ll put full treble on it’ and we said ‘That’s not enough’ and he said ‘But that’s all I’ve got, I’ve only got one pot and that’s it!’ and we replied ‘Well, put that through another lot of faders and put full treble up on that. And if that’s not enough we’ll go through another lot of faders and…’ so we were always doing that, forcing them.”

„Wir haben sie immer zu Dingen gezwungen, die sie nicht tun wollten. Nowhere Man war eins. Ich erinnere mich, dass wir sehr höhenbetonte Gitarren wollten, und das sind sie, sie gehören zu den höhenlastigsten Gitarren, die ich je auf einer Platte gehört habe. Der Toningenieur sagte: ‚Also gut, ich drehe volle Höhen drauf‘ und wir sagten ‚Das ist nicht genug‘ und er sagte ‚Aber das ist alles, was ich habe, ich habe nur einen Topf und das war’s!‘ und wir antworteten ‚Nun, lass das durch andere Fader laufen und stelle die vollen Höhen darauf ein. Und wenn das nicht genug ist, werden wir noch eine Menge anderer Fader durchgehen und…‘ So haben wir das immer gemacht und sie erzwungen.“

Die Abmischungen des Liedes erfolgten am 25. Oktober 1965 in Mono und am 26. Oktober in Stereo. Die Neuabmischung von George Martin aus dem Jahr 1986 hat im Vergleich zur ursprünglichen Stereoversion eine andere Anordnung der Instrumente.

## Veröffentlichungen
- Am 7. Dezember 1965 erschien in Deutschland das zehnte Beatles-Album Rubber Soul, auf dem Nowhere Man als vierter Titel enthalten ist. In Großbritannien wurde das Album schon am 3. Dezember 1965 veröffentlicht, dort war es das sechste Beatles-Album.
- In Großbritannien erschien am 8. Juli 1966 die EP Nowhere Man, auf der sich Nowhere Man befindet.
- Nowhere Man erschien nicht auf der US-amerikanischen Version des Albums Rubber Soul, stattdessen entschied sich Capitol Records den Titel am 21. Februar 1966 als Single zu veröffentlichen. Diese Single mit dem Stück What Goes On auf der B-Seite erreichte als beste Platzierung den dritten Platz der US-Hitparade. Am 20. Juni 1966 erschien Nowhere Man in den USA außerdem auf dem Album Yesterday and Today.[6]
- Am 6. April 1973 erschien das Kompilationsalbum 1962–1966, auf dem sich auch Nowhere Man befindet.
- Am 13. September 1999 erschien das von Peter Cobbin und seinen Assistenten Paul Hicks und Mirek Stiles neu abgemischte Soundtrackalbum Yellow Submarine Songtrack. Bei Nowhere Man wurden die Stimmen und die Instrumente in der Abmischung separiert und sind damit deutlich klarer zu hören. Es wurden für den wiederveröffentlichten Film Yellow Submarine darüber hinaus 5.1-Abmischungen angefertigt.
- Am 10. November 2023 wurde das Kompilationsalbum 1962–1966 erneut wiederveröffentlicht. Auf diesem befindet sich Nowhere Man in einer von Giles Martin und Sam Okell 2023 neu abgemischten Version.

## Yellow Submarine
Das Stück fand 1968 Verwendung im Zeichentrickfilm Yellow Submarine, wo das Lied als Inspiration für die Figur des Jeremy Hilary Boob diente. Es handelt sich dabei um ein kleines männliches Wesen mit Fell, rosa Ohren, einem hasenähnlichen Schwanz und blauem Gesicht. Als die Beatles Nowhere Man singen, wird ihm klar, wie sinnlos sein Leben ist.
Auf dem originalen Soundtrack zum Film war Nowhere Man nicht enthalten, allerdings auf der neuen Version aus dem Jahr 1999, die unter dem Titel Yellow Submarine Songtrack veröffentlicht wurde.

## Auszeichnungen für Musikverkäufe
| Land/Region               | Auszeichnungen für Musikverkäufe (Land/Region, Auszeichnung, Verkäufe) | Verkäufe  |
| ------------------------- | ---------------------------------------------------------------------- | --------- |
| Vereinigte Staaten (RIAA) | Gold                                                                   | 1.000.000 |
| Insgesamt                 | 1× Gold ·                                                              | 1.000.000 |